# Conflicte de Rojava
El conflicte de Rojava és un conflicte polític i militar que té lloc al nord de Síria conegut com a Rojava, principalment contra el govern de Baixar al-Assad i les milícies del govern rebel. Durant la Guerra Civil de Síria, una coalició d'àrabs, kurds, assiris i turcomanos va intentar revolucionar la regió autònoma de facto de Rojava controlada per l'Estat Islàmic.

## Antecedents

### Discriminació estatal
La repressió a la minoria kurda i a d'altres minories ètniques ha existit des de la creació del Mandat francès per Síria després dels Acords de Sykes-Picot.
El govern sirià (oficialment conegut com la República Àrab Siriana) mai oficialment ha reconegut l'existència de kurds, arribant a l'extrem de l'any 1962 quan el govern va retirar la nacionalitat a més de 120.000 kurds sirians deixant-los en situació d'apàtrides. La llengua kurda i la cultura també van ésser prohibides. Durant la Guerra Civil Siriana el govern va intentar resoldre aquesta situació l'any 2011 concedint la ciutadania a tots els kurds. Es calcula, però, que només a uns 6.000 dels 150.000 kurds apàtrides l'han rebuda. A causa de la Guerra Civil siriana, el qual va començar dins 2011, el govern és ja no en una posició per aplicar aquestes lleis.

### Revolta de Qamixli
El 2004, es van produir disturbis contra el govern a la ciutat nord-oriental de Qamixli. Durant un partit de futbol entre un local kurd i un visitant àrab, de Deir ez-Zor, alguns els aficionats àrabs van portar retrats de Saddam Hussein, qui havia assassinat desenes de milers de kurds al Kurdistan Del sud durant la campanya d'Al-Anfal en el 1980s. Les tensions inicials van acabar en grans protestes, amb kurds onejant la seva bandera i prenent als carrers per reclamar drets culturals i polítics. Les forces de seguretat, davant aquest escenari, van disparar contra la multitud, assassinat sis kurds, tres d'ells nens. Els manifestants van arribar a cremar la seu local del Partit Baas. Es calcula que les forces de seguretat van assassinar entre 30 i 100 persones. Després d'aquests escenaris, milers de kurds van fugir a l'Iraq. Els anys següents, va haver-hi, també, enfrontaments ocasionals entre manifestants kurds i les forces de governamentals.

## Guerra Civil Siriana

### Enfrontaments amb milícies islamistes
El conflicte kurd-islamista durant la Guerra Civil siriana és una part de tots els escenaris plantejats al llarg de tot el territori sirià. Els enfrontaments oberts van començar amb pugnes entre les Unitats de Protecció Popular (YPG), juntament amb les Unitats Femenines de Protecció (YPJ), i les faccions rebels islamistes a la ciutat de Ras al-Ayn. Les forces kurdas van llançar una campanya per prendre el control de les àrees controlades per islamistes a la governació d'al-Hasakah i algunes parts de les províncies de Raqqa i Alep després que Front al-Nusra (filial d'al-Qaida a Síria) utilitzés aquestes àrees per atacar a les YPG. L'objectiu dels grups kurds i dels seus aliats era alliberar les àrees kurdes dels rebels islamistes i reforçar l'autonomia de la regió de Rojava. Des de 2013, s'han anat lliurant batalles fins a l'actualitat, marcades al mapa.
Les Unitats de Protecció Popular així com, més tard, les Forces Democràtiques de Síria (FDS) s'han enfrontat fortament amb diferents forces islamistes de tots els signes polítics, en particular amb l'Estat Islàmic. Les principals batalles (marcades al mapa) són:
- Setge de Kobanî (2014)
- Ofensiva Al-Hasakah (febrer-març de 2015)
- Ofensiva a la ciutat d'Al-Hasakah (maig de 2015)
- Primera Batalla de Sarrin (març - abril de 2015)
- Ofensiva a Tell Abyad (maig-juliol 2015)
- Segona Batalla de Sarrin (juny-juliol 2015)
- Batalla d'Al-Hasakah (juny-agost de 2015)
- Ofensiva de Tishrin (desembre 2015)
- Ofensiva sobre Manbij (maig - agost de 2016)
- Ofensiva de Raqqa (2016 - 2017)

### Conflicte Rojava - Turquia
Turquia considera el PYD, que governa Rojava, com la suposada branca siriana del Partit dels Treballadors del Kurdistan (PKK), que el considera una organització terrorista, i manté una posició dura contra el partit. Així doncs, el discurs oficial és el rebuig frontal contra la creació d'un estat kurd al llarg del la seva frontera sud amb Síria. La política de Turquia cap a Rojava es basa en un bloqueig econòmic, aïllament internacional, oposició de l'ajuda internacional a les milícies Rojava que lluiten contra EI i el suport a partits islamistes de la Guerra Civil siriana que lluiten contra les formacions kurdes i aliades, i fins i tot el recolzament a Estat Islàmic. Turquia ha estat atacant militarment en diverses ocasions el territori de Rojava i les seves forces de defensa.
Turquia va rebre el copresident del PYD, Salih Muslim, per iniciar converses el 2013 i el 2014. No obstant això, la bel·ligerància turca és remarcable. El ministre d'Afers Exteriors turc, per exemple, va remarcar que el PYD era una organització terrorista en el seu discurs en la reunió del Consell de Ministres d'Afers Exteriors de la 13a Cimera Islàmica de l'Organització de Cooperació Islàmica, el 12 d'abril de 2016 a Istanbul. Els líders de Rojava i de les YPG insisteixen que el PKK és una organització independent. Al novembre de 2016, l'Agència Anadolu va acusar les institucions educatives de Rojava de "prejudicis contra l'Islam". Els representants de YPG han reiterat constantment que la seva milícia té una agenda siriana i cap agenda d'hostilitat cap a Turquia. En la percepció de gran part del públic turc, el projecte federal de Rojava i el recolzament explícit dels Estats Units amb suport aeri a les YPG en la seva lluita contra EI, són elements d'un esquema conspiratori amb l'objectiu de "debilitar o, fins i tot, desmembrar Turquia, per tal d'evitar el seu ascens al poder global".
Després dels grans èxits de les YPG el 2015, especialment en la captura de Tell Abyad, Turquia va començar a atacar indiscriminadament a les forces d'autodefensa kurdes, i aliades, al nord de Síria. Des del 16 de febrer de 2016, les forces turques han bombardejat el Cantó d'Afrin, especialment Tell Rifaat i la base aèria de Menagh. Turquia ha promès no permetre a les FDS capturar la ciutat fronterera d'Azaz. A principis de 2016, després de la captura de la presa de Tishrin, que va permetre a les FDS travessar el riu Eufrates, una línia vermella per Turquia, es d'Exèrcit turc va bombardejar la seu de les YPG a Tell Abyad, destruint diversos vehicles blindats i ferint a dos combatents kurds. L'endemà, 21 de gener de 2016, les tropes turques van travessar la frontera amb Síria i van entrar a la ciutat fronterera siriana controlada per EI de Jarabulus, per tal d'evitar que les forces kurdes unissin les seves àrees de control en una sol territori.
El març de 2017, el tinent general de l'Estat, Stephen Townsend, va dir que no hi havia cap evidència que les YPG no representaven cap amenaça per a Turquia.